# Black Clover
Black Clover (ブラッククローバー, Burakku Kurōbā) est un shōnen manga écrit et dessiné par Yūki Tabata. Il est prépublié depuis le 16 février 2015 dans le magazine Weekly Shōnen Jump, puis publié en volumes reliés par l'éditeur japonais Shūeisha. La version française est éditée par Kazé puis par Crunchyroll.
Une adaptation en série télévisée d'animation par le studio Pierrot est diffusée du 3 octobre 2017 au 30 mars 2021. La série compte 170 épisodes qui adapte les volumes 1 à 27. Dans les pays francophones, la première saison de 51 épisodes a été diffusée en VF du 29 décembre 2018 à mai 2019 sur Game One. L'anime est également rediffusé en VF à partir du 22 décembre 2019 sur J One. Puis le 1er avril 2021 en VOD sur Toonami. Les épisodes inédits en VF sont diffusées sur Toonami depuis août 2021 de l'épisode 51 à 102. Un film d'animation intitulé Black Clover: L'épée de l'empereur-mage est sorti le 16 juin 2023 sur Netflix.
En octobre 2022, Black Clover compte plus de 18 millions d'exemplaires en circulation.

## Synopsis
Asta est un jeune garçon déterminé qui vit avec son ami d’enfance, Yuno, dans un orphelinat du royaume de Clover. Depuis tout petit, Asta a pour ambition de devenir le magicien le plus puissant du royaume, "l’Empereur-Mage", ce qui a aussi inspiré Yuno à vouloir la même chose. Mais malheureusement, Asta est né sans aucun talent magique, alors que Yuno possède des prédispositions spectaculaires.
Lorsqu'ils atteignent leurs 15 ans, tous les jeunes du royaume sont conviés à une cérémonie où leur est remis leur grimoire : alors que Yuno reçoit le légendaire grimoire avec un trèfle à quatre feuilles, considéré comme un mythe puisque la légende prétend que le premier Empereur-Mage utilisait également un grimoire portant un trèfle à quatre feuilles, Asta ne reçoit rien. Après la cérémonie, Yuno est attaqué par un brigand qui souhaite lui voler son grimoire pour ensuite tenter de le revendre.
Asta part pour le sauver mais se retrouve en difficulté, heureusement il est sauvé par un mystérieux grimoire avec un trèfle à cinq feuilles et une grande épée rouillée, qui symbolise le démon.
Asta et Yuno se font la promesse de se battre tous les deux pour le titre d’Empereur-Mage. Alors que leurs chemins se séparent sur la route des Chevaliers-Mages, leur objectif est toujours le même : devenir le prochain Empereur-Mage.

## Personnages
(août 2022).
- Si vous ne connaissez pas le sujet, laissez ce bandeau (vous pouvez alors contacter les auteurs).
- Si vous supprimez le contenu mis en cause (vous pouvez préalablement contacter les auteurs),

argumentez précisément cette suppression dans la page de discussion
(un manque de référence n'est pas un argument ; une recherche réelle de référence doit avoir été effectuée, être formellement documentée).
Asta (アスタ, Asuta)
Asta est un jeune garçon orphelin ayant la particularité d'être né sans magie. Contrairement à la majorité des humains, il n'a aucun pouvoir magique et ne produit pas de mana, de ce fait il est considéré comme un déchet inutile dans un royaume où la magie fait tout. Malgré son manque de magie, Asta ambitionne de devenir empereur-mage, le commandant de tous les chevaliers-mages assurant la puissance militaire du royaume de Clover, cette ambition est également le fruit d'une compétition entre lui et Yuno, son ami d'enfance qu'il considère comme son rival. Lorsqu'il passe la cérémonie devant lui donner un grimoire, il n'en reçoit aucun… avant qu'un étrange grimoire noir, portant un trèfle à cinq feuilles, lui apparaît et lui offre une épée ayant la capacité de trancher et repousser la magie. Lorsqu'il passe les épreuves pour intégrer les ordres de Chevaliers-mages, aucun ne se propose pour l'accueillir au vu de ses capacités limitées, mais il finit par intégrer la compagnie du Taureau Noir. Lors d'une mission dans un donjon, où il affronte avec Yuno un puissant chevalier-mage du royaume de Diamond, il trouve une seconde épée : moins imposante que la première, cette nouvelle arme absorbe le mana des humains autour d'elle et notamment les sortilèges magiques, lui permettant de les renvoyer. On note aussi qu'Asta est physiquement très fort comparé à la majorité des citoyens de Clover, le fait qu'il ne puisse utiliser la magie l'ayant amené à développer sa force physique. Ses talents physiques et son absence de magie lui permettent de manier son épée, que même l'empereur Julius n'arrive pas à soulever, étant donné que toute sa magie est aspirée. Dans la forêt de la sorcière, Asta reçoit un nouveau pouvoir : il peut se transformer et avoir une aile noire de démon. À ce jour, quelques informations sont disponibles dans le manga à propos du grimoire à 5 feuilles et de son origine, mais surtout de l'identité de son démon, qui n'est autre que Liebe, un enfant démon élevé par la mère d'Asta (Lichita) après avoir été obligée de donner son premier fils à la paroisse de Hadge et qui sacrifira sa vie pour sauver Liebe en l'enfermant dans le grimoire à 5 feuilles créé par Zagred avant l'attaque du Malin. Pendant l'arc des elfes, Asta arrivera à s'emparer d'une troisième épée appartenant à Licht et avec la capacité de rompre les maléfices; et d'une quatrième, le katana de Yami, dont il se servira durant le combat contre Dante, le roi de Spade.
Yuno (ユノ, Yuno)
Yuno est un jeune homme utilisant la magie du vent. Orphelin comme Asta, il a été retrouvé au porte d'une église avec ce dernier, n'ayant pour seule possession qu'une étrange pierre. Contrairement à Asta, il est extrêmement doué en magie, et reçoit d'ailleurs un grimoire portant un trèfle à quatre feuilles, un grimoire rare et censé être de bon augure, car le premier empereur-mage du royaume de Clover en possédait également un. Tout comme son ami, qui est également son rival et qu'il admire, il ambitionne de devenir empereur-mage. Lors des épreuves pour intégrer les chevaliers-mages, il se montre si doué que les neuf capitaines lui proposent de rejoindre leur troupe, mais il choisit celle de l'Aube d'Or, la troupe la plus réputée des neuf. Yuno est toujours calme et posé, contrairement à son rival et ami. Lors de la première mission de Noelle et Asta dans un Donjon, que Yuno explore également avec ses coéquipiers Mimosa Vermillon et Klaus Lunette, il découvre un parchemin qui, une fois ouvert, inscrit un nouveau sort dans son grimoire et lui offre l'aide d'un esprit élémentaire, une Sylphide du nom de Bell qui a développé une forte attirance envers lui. Durant l'arc Vengeance des Elfes, Yuno se fera posséder par un elfe (qui plus tard se révéla être l'âme du fils de Licht) mais conservera son libre-arbitre et obtient une puissance magique permettant de vaincre le démon qui manipula Patris et les elfes. Pendant l'ellipse de six mois, son rang va s'élever à Vice-capitaine de l'Aube d'Or, remplaçant Langris Vaude (le petit frère de Finral). Il est révélé par Ralph Niaflem, un résident du royaume de Spade comme étant un descendant de la famille royale : les Grinberryall. Après ces révélations, il sera informé de l'attaque du QG de l'Aube d'Or par Zeno, l'un des membres de la Triade sombre et ses hommes possédant un pouvoir de démon, ayant pour but de capturer le capitaine William Vangeance; Yuno arrive sur place et combat Zeno mas ce dernier le vaincra facilement. Alors qu'il est aux portes de la mort, il sera sauvé in extremis par la magie de l'Arbre-Monde du capitaine de l'Aube d'Or mais découvrira la moitié des membres qui ont succombé aux attaques et en sera dévasté par leurs pertes.
Noelle Silva (ノエル・シルヴァ, Noeru Shiruva)
Noelle est la cadette de la famille Silva, la famille royale du royaume de Clover dont l'aîné, Nozel, est capitaine de la compagnie de l'Aigle d'Argent. Elle utilise la magie de l'eau, mais n'arrive pas à contrôler ses sorts, ces derniers ratant immanquablement leur cible, si bien que seule la compagnie du Taureau noir l'accepte dans ses rangs. À cause de ses problèmes de contrôle de magie, elle est méprisée par toute sa famille, notamment par ses frères et sœurs qui ont honte d'elle et la considèrent comme responsable de la mort de leur mère, morte en accouchant de Noelle. Lors de sa première mission, avec Asta, elle parvient pour la première fois à contrôler sa magie. Plus tard, après une autre mission où elle rencontre sa cousine Mimosa, elle commence à développer une certaine attirance pour Asta, qui est la première personne à s'être montrée gentille avec elle en la voyant utiliser sa magie, bien qu'elle nie constamment cette attirance lorsqu'elle y pense. Lors du combat des Taureaux Noirs dans le Sanctuaire englouti, elle développe son premier sort d'attaque alors qu'auparavant, elle ne pouvait utiliser qu'un puissant sortilège de défense.
Yami Sukehiro (ヤミ・スケヒロ, Yami Sukehiro)
Yami est l'un des capitaines des compagnies des chevaliers-mages, celle du Taureau Noir. Personnage calme et particulièrement musclé, il est particulièrement atypique parmi les autres capitaines car il n'est pas originaire de Clover : il vivait dans un lointain pays oriental où il était fils de pêcheurs avant, lors d'une tempête, d'être emporté loin de chez lui et d'échouer sur les côtes du royaume de Clover. C'est là qu'il reçut, au grand étonnement des habitants de l'endroit ou il vivait, un grimoire lui permettant d'utiliser une magie des plus rares, celle des ténèbres. Il a ensuite été recruté chez les Chevaliers-mages par Julius Nova-chrono, le futur empereur-mage de Clover, et finit par devenir le capitaine d'une des compagnies de chevaliers-mages du royaume de Clover. Sa compagnie est considérée comme la pire des neuf, essentiellement connue pour les dégâts que ses membres font lors de leurs missions, ce qui leur vaut plusieurs blâmes représentés par des étoiles noires. Le Taureau Noir est d'ailleurs une compagnie composée majoritairement de personnes assez marginales, à l'image de leur capitaine. Yami est d'ailleurs admiré par ses hommes et les encourage toujours à « repousser leurs limites », même si dans le même temps il les menace souvent de mort. Il utilise sa magie des ténèbres en combinaison avec une magie de renforcement musculaire et avec une arme, un katana.
Julius Novachrono (ユリウス・ノヴァクロノ, Yuriusu Novakurono)
Julius est l'actuel empereur-mage de Clover, considéré comme le mage le plus puissant de son pays et étant de facto le dirigeant des forces militaires représentées par les chevaliers-mages. Doté d'un immense pouvoir, il manie la magie temporelle, lui permettant notamment d'immobiliser ses ennemis ou de faire subir à leurs corps un vieillissement accéléré, il connaît également une magie lui permettant de changer d'apparence et qu'il utilise pour assouvir sa principale passion : la découverte de nouvelles formes de magies. En effet, c'est une véritable passion pour Julius, qui est fasciné par les formes de magie les plus rares, caractère qu'il montre lors de sa première rencontre avec Asta et Yuno lorsqu'il entend parler de leurs pouvoirs atypiques, le grimoire au trèfle à quatre feuilles pour Yuno qui a également acquis à ce moment un esprit élémentaire, et les épées antimagies d'Asta, c'est d'ailleurs en se métamorphosant en vieille dame pour se promener incognito dans la capitale qu'il rencontre réellement Asta pour la première fois, ce dernier rattrapant un voleur qui venait de subtiliser à Julius l'argent qu'il avait gagné dans une partie de carte qu'il jouait plus tôt. Même s'il sait être sérieux, son caractère le rend insouciant, ce qui fait qu'il néglige parfois ses devoirs lorsqu'il s'adonne à sa passion, oubliant par exemple qu'il avait convoqué les capitaines des compagnies de chevaliers-mages et les laissant attendre plusieurs heures sans nouvelle, il s'éclipse aussi souvent du palais royal de Clover, au désespoir de son bras droit, Marx, qui a parfois du mal à le contacter. Julius était auparavant chevalier-mage dans la compagnie du Cerf Turquoise, dont il devint capitaine, c'est à cette époque qu'il rencontra deux futurs capitaines des compagnies : William Vangeance et Yami Sukehiro, les deux hommes lui sont depuis des plus fidèles et il est assez proche d'eux, il a recruté Yami et lui a notamment appris le langage de Clover, et c'est lui qui a fabriqué le masque que William porte en permanence. Il a également introduit de nombreuses réformes dans le système des chevaliers-mages de Clover, tout d'abord en introduisant le système des étoiles pour comptabiliser les mérites des compagnies, ces dernières recevant pour leurs missions particulièrement réussies des étoiles dorées, ou des étoiles noires servant de « blâmes » (la compagnie du Taureau Noir comptait d'ailleurs le record du nombre d'étoiles noires au début du manga en raison des importants dégâts matériels et des ravages que ses membres causaient lors de leurs missions), il a également permis aux personnes ne faisant pas partie de la noblesse de s'enrôler chez les chevaliers-mages. Il jouit d'une grande popularité auprès du peuple de Clover, popularité que le roi lui envie.
Magna Swing (マグナ・スウィング, Maguna Suwingu)
Magna est un membre du Taureau Noir, ainsi que le bras droit de Yami. Il maitrise la magie du feu. Malgré son caractère colérique, il peut se montrer très loyal envers ses camarades. C'est également lui qui accompagnera Asta et Noelle lors de leur première mission.
Luck Voltia (ラック・ボルティア, Rakku Borutia)
Luck est un membre du Taureau Noir et maîtrise la magie de foudre. Aussi surnommé "Le Fou Joyeux" car il a assisté a l'enterrement de sa mère en ayant le sourire, il est obsédé par le danger et les combats pour dédier ces victoires à sa mère.
Gosh Adley (ゴーシュ・アドレイ, Gōshu Adorei)
Gosh est un des membres de la compagnie du Taureau Noir, et un repris de justice. C'était le fils aîné de la famille Adley, une famille noble de Clover, jusqu'à ce que ses parents meurent dans un accident. D'autres nobles, des « amis » des parents de Gosh, profitèrent de l'occasion pour faire main basse sur les possessions des Adley, jetant à la rue Gosh et sa petite sœur encore bébé, Marie. Pendant plusieurs années Gosh se dévoua entièrement à la protection et à la survie de sa sœur, n'hésitant pas à voler ou à faire usage de violence pour assurer leur subsistance, il finit par être arrêté et jeté en prison. Lorsqu'il s'échappa, il fut finalement rattrapé par un chevalier-mage qui, impressionné par ses capacités, lui proposa de rejoindre sa compagnie. Ce chevalier-mage était le capitaine Yami Sukehiro. Gosh est un personnage assez violent et grossier, il ne respecte personne, à l'exception de son capitaine, et n'a d'yeux que pour sa petite sœur, le fait de lui parler ou de penser à elle, voir d'observer la photo qu'il a d'elle lui causant même des saignements de nez. De ce fait il se montre également extrêmement jaloux quand quelqu'un d'autre attire l'attention de Marie, notamment Asta qu'il essaye de tuer la première fois que cela arrive et qu'il tente d'assassiner dans son sommeil. Du fait de son passé criminel, la garde de sa sœur a été confiée à une petite église des environs de la capitale de Clover, et il ne peut la voir qu'une fois par mois. Sa magie, puissante, est celle des miroirs : il peut faire apparaître des miroirs pour tirer des rayons d'énergie grâce à eux, se dédoubler en créant un « reflet » de lui-même qui se battra à ses côtés, il peut aussi communiquer avec des personnes à qui il a confié un miroir imprégné de sa magie (il a d'ailleurs offert un miroir à sa petite sœur pour pouvoir lui parler souvent). Il dispose aussi d'un atout caché : un miroir implanté à la place de son œil gauche qu'il peut utiliser sur d'autres personnes, ce qu'il fait avec Asta lorsqu'ils affrontent le chef du groupe connût comme l'Œil Maléfique du Crépuscule. En utilisant la magie accumulée dans le miroir qui remplace son œil, Gosh parvient ainsi à créer plusieurs doubles d'Asta. C'est après ce combat qu'il semble changer, même s'il se montre toujours aussi violent lorsque Marie parle d'Asta.
Charmy Papittson (チャーミー・パピットソン, Chāmī Papittoson)
Charmy est un membre de la compagnie du Taureau Noir. Malgré son apparence enfantine, soulignée par sa petite taille, c'est une jeune fille de 19 ans. C'est également une grande mangeuse qui dévore des quantités énormes de nourriture, elle dit d'ailleurs que sa principale motivation pour devenir chevalier-mage était le fait de pouvoir manger autant qu'elle le voulait. Elle utilise comme magie le coton : elle peut créer des nuages de coton pour s'y reposer ainsi que des moutons de coton, qu'elle utilise notamment comme cuisiniers. Elle peut aussi utiliser un puissant sort d'entraves basé sur le coton, qu'elle peut employer sur elle-même pour s'infiltrer : elle s'enveloppe elle-même, ou sa cible, dans une boule de coton qu'elle peut rétrécir considérablement pour en faciliter le transport, ou pour se glisser dans les vêtements de quelqu'un sans qu'il se doute de sa présence. C'est une personne joyeuse qui adore partager sa nourriture avec ses camarades. Par contre, elle n'aime pas qu'on essaye de lui voler sa nourriture, une telle occasion lors de l'attaque de la cité royale de Clover permet d'ailleurs de voir qu'elle peut déployer un mouton de coton extrêmement puissant pour frapper son adversaire.
Grey (グレイ, Gurei)
Voix japonaise : Minami Takahashi (en)
Grey est un membre de la compagnie du Taureau Noir. Ce chevalier-mage est spécialisé dans la magie de métamorphose, il peut à volonté changer d'apparence pour imiter ses camarades, ce qu'il fait souvent lorsqu'il est en mission avec un autre membre de la compagnie. Lors de la mission de la compagnie dans le Sanctuaire englouti, Grey démontre une aptitude particulière : il peut utiliser sa magie pour changer la forme d'objets, alors que la plupart des mages spécialisés dans son type de magie ne peuvent l'utiliser que sur eux-mêmes. C'est également lors de cette mission que la vérité est révélée sur Grey : c'est une jeune fille de 24 ans aux cheveux bleus. La véritable personnalité de Grey est également dévoilée à cette occasion : alors que, lorsqu'elle prend l'apparence d'un de ses coéquipiers elle se montre particulièrement exubérante, il s'avère que cette personnalité se transforme en une extrême timidité lorsqu'elle ne peut plus changer de forme et se révèle sous sa véritable apparence. Elle possède une seconde capacité, la conversion magique qui permet de changer la nature d'une attaque : ainsi, elle peut changer des flammes en eau ou en terre.
Finral Roulacase (フィンラル・ルーラケイス, Finraru Rūrakeisu)
Finral est un membre de la compagnie du Taureau Noir. Ce jeune homme est le fils aîné de la Maison Vaude, une famille de la noblesse du royaume de Clover spécialisée dans l'utilisation de la magie spatiale, c'est le type de magie qu'il utilise mais son manque de capacité à l'employer pour le combat a fait se détourner de lui son père, qui a préféré se concentrer sur le petit frère de Finral, Langris. Ce dernier est membre de la compagnie de l'Aube d'Or, dont il est le vice-capitaine, et il est largement plus estimé par sa famille qui a par conséquent déshérité Finral. Finral est spécialisé dans la magie spatiale, il peut « marquer » n'importe quel endroit afin d'ouvrir par la suite un portail qui lui permettra de s'y rendre. Pour cette raison, le capitaine Yami prend souvent Finral avec lui, notamment lors de la cérémonie d'examen des postulants chevaliers-mages, car Finral leur permet de se déplacer rapidement. Finral n'est pas vraiment un adepte du combat, il est d'ailleurs assez lâche, préférant éviter le combat à l'inverse de certains de ses camarades. C'est aussi un dragueur invétéré, et il est facilement distrait par une jolie fille. Il drague aussi souvent ses camarades féminines, notamment Vanessa et Noelle.
Vanessa Enoteca (バネッサ・エノテーカ, Banessa Enotēka)
Vanessa est un membre de la compagnie du Taureau Noir. Cette jeune femme est connue notamment par le public pour son penchant pour la boisson, notamment le vin dont elle fait une grande consommation, elle joue également souvent à des jeux de boissons et est souvent ivre lorsqu'elle est en mission. C'est également une grande dragueuse qui rêve d'attirer l'attention d'un beau gosse lors d'une de ses missions, elle profite d'ailleurs pleinement de son corps voluptueux pour cela. Elle se montre toujours gaie et enjouée, ainsi que protectrice avec ses plus jeunes camarades, comme Asta ou Noelle. Elle porte une tenue de couleur bordeaux, dotée de gants, d'une jupe et d'un décolleté ouvert jusqu'à son nombril et d'un chapeau pointu ressemblant à un chapeau de sorcière. C'est d'ailleurs véritablement une « Sorcière », elle vient d'un pays appelé la Forêt des Sorcières, une petite contrée indépendante entre les royaumes de Clover et Diamond, qui n'est habitée que par des femmes qu'on appelle des Sorcières et qui n'apprécient guère les hommes. Elle vivait enfermée dans une cage dorée car elle était censée disposer d'une puissant pouvoir qui intéressait la reine de la Forêt des Sorcières, mais elle s'échappa lorsqu'un chevalier-mage, Yami Sukehiro, pénétra la forêt et détruisit accidentellement sa cage. Depuis, elle semble attirée par son capitaine, voyant d'ailleurs le capitaine Charlotte Roselei de la compagnie de la Rose Bleue comme une rivale. Lorsqu'elle se trouve au quartier-général du Taureau Noir, Vanessa s'habille de façon très décontractée... en fait elle se contente de porter ses sous-vêtements et la cape de sa compagnie. Vanessa utilise la magie des fils, qui lui permet de créer des fils magiques, invisibles ou non, afin d'entraver ses ennemis ou d'aider ses alliés en les manipulant comme des marionnettes, elle peut également utiliser sa magie sur des vêtements. Lorsqu'elle retourne à la Forêt des Sorcières afin de trouver un remède pour les graves blessures qu'Asta a subies contre Vet, un des membres de l'Œil Maléfique du Crépuscule, blessures qui sont inguérissables, elle finit par affronter la reine des Sorcières et développe la magie que cette dernière voyait en elle. Cette nouvelle magie se manifeste sous l'apparition d'un familier, un petit chat de couleur rouge composé de fils qui permet de changer le destin. Lorsque le chat touche une personne à laquelle Vanessa est attachée, elle peut remonter le temps pour changer un événement dans une forme plus favorable pour Vanessa : ainsi, si elle voit un de ses camarades se faire tuer, ce sort lui permet de remonter le temps et de modifier les événements pour éviter cela. Après son passage dans la Forêt des Sorcières, Vanessa est désormais toujours accompagnée de « Rouge », le chat de fil qui lui sert désormais de familier.

## Manga

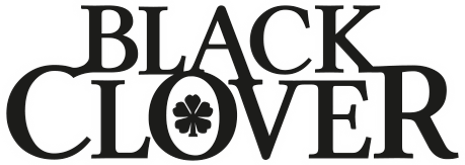
Logo anglais de la série.

Black Clover est écrit et dessiné par Yūki Tabata. Il est prépublié depuis le 16 février 2015 dans le magazine Weekly Shōnen Jump, puis publié en volumes reliés par l'éditeur japonais Shūeisha. La version française est éditée par Kazé de septembre 2016 à septembre 2022 puis Crunchyroll depuis octobre 2022. Le manga est entré en pause le 25 avril 2022 pour une durée de 3 mois, le temps pour l'auteur de préparer la partie finale de l'œuvre. Après avois repris en août 2022, le manga est transféré dans le magazine trimestriel Jump Giga pour les derniers chapitres.
Le manga peut être divisé en différentes sagas, elles-mêmes découpées en arcs narratifs.
| Saga 1 - "L’œil du Crépuscule" 1. Arc Taureaux Noirs - Tomes 1 et 2 (chapitres 1 à 9) 2. Arc Donjon - Tomes 2 et 3 (chapitres 10 à 21) 3. Arc Bataille de la Capitale - Tomes 3 à 5 (chapitres 22 à 36) 4. Arc Ville de Nean - Tomes 5 à 7 (chapitres 37 à 56) 5. Arc Temple sous-marin - Tomes 7 à 9 (chapitres 57 à 73) 6. Arc Offensive de Diamond - Tomes 9 et 10 (chapitres 74 à 81) 7. Arc Forêt des Sorcières - Tomes 10 à 12 (chapitres 82 à 101) 8. Arc Examen des Chevaliers-Mages Royaux - Tomes 12 à 15 (chapitres 102 à 133) 9. Arc Vengeance des Elfes - Tomes 15 à 22 (chapitres 133 à 214) Saga 2 - "Démons" 1. Arc Procès d'Asta - Tomes 22 et 23 (chapitres 215 à 228) 2. Arc Heart et Spade - Tomes 24 à 27 (chapitres 229 à 273) 3. Arc Spade - Tomes 28 à 33 (chapitres 274 à 331) Saga 3 - "Empereur Mage Ultime" 1. Arc Pays du Levant - Tomes 33 à 35 (chapitres 332 à 353) 2. Arc Jugement Dernier - Tomes 35 à ? (chapitres 354 à [en cours]) |
| |

Une série dérivée intitulée Black Clover: Quartet Knights est prépubliée entre 2018 et 2020 sur la plate-forme Shōnen Jump+. Le manga est dessiné par Yumiya Tashiro et publié en six tomes par Shueisha. La version française est publiée par Kazé.

## Anime

### Série télévisée
Un épisode anime est diffusé à l'occasion du Jump Special Anime Festa en 2016. Une adaptation en série télévisée d'animation par le studio Pierrot est diffusée du 3 octobre 2017 au 30 mars 2021. La série compte 170 épisodes qui adapte les 27 premiers volumes du manga. Dans les pays francophones, la première saison de 51 épisodes a été diffusée en VF du 29 décembre 2018 à mai 2019 sur Game One. L'anime est également rediffusé en VF à partir du 22 décembre 2019 sur J One, puis le 1er avril 2021 en VOD sur Toonami.

#### Liste des épisodes
Légende : Les épisodes fillers (épisodes hors manga exclusifs à l'animé) sont surlignés en couleur.
|  | Épisodes adaptés (sans couleur d'arrière plan) |

|  | Épisodes semi-filler : 5 (épisodes dont l’histoire correspond en partie au manga, et suit la trame originale de l’œuvre). |

|  |  |  |  |  | Épisodes filler : 38 (épisodes dont l’histoire ne correspond pas au manga, mais suit la trame originale). |

| No                               | Titre français                                                    | Titre japonais                             | Titre japonais                                          | Date de 1re diffusion |
| No                               | Titre français                                                    | Kanji                                      | Rōmaji                                                  | Date de 1re diffusion |
| -------------------------------- | ----------------------------------------------------------------- | ------------------------------------------ | ------------------------------------------------------- | --------------------- |
| 1                                | Asta et Yuno                                                      | アスタとユノ                               | Asuta to Yuno                                           | 3 octobre 2017        |
| [Chapitre 1]                     |                                                                   |                                            |                                                         |                       |
| 2                                | Le serment                                                        | 少年の誓い                                 | Shōnen no chikai                                        | 10 octobre 2017       |
| [Chapitre 1 + filler]            |                                                                   |                                            |                                                         |                       |
| 3                                | En route pour la capitale !                                       | クローバー王国、王都へ！                   | Kurōbā ōkoku, ōto e!                                    | 17 octobre 2017       |
| [Filler]                         |                                                                   |                                            |                                                         |                       |
| 4                                | Le test de recrutement                                            | 魔法騎士団入団試験                         | Mahō kishi dan nyūdan shiken                            | 24 octobre 2017       |
| [Chapitre 2]                     |                                                                   |                                            |                                                         |                       |
| 5                                | Premiers pas                                                      | 魔法帝への道                               | Mahō teie no michi                                      | 31 octobre 2017       |
| [Chapitre 3]                     |                                                                   |                                            |                                                         |                       |
| 6                                | Le Taureau noir                                                   | 黒の暴牛                                   | Kuro no bōgyū                                           | 7 novembre 2017       |
| [Chapitre 4]                     |                                                                   |                                            |                                                         |                       |
| 7                                | La seconde recrue                                                 | もう一人の新入団者                         | Mōhitori no shin nyūdan-sha                             | 14 novembre 2017      |
| [Chapitre 5]                     |                                                                   |                                            |                                                         |                       |
| 8                                | Première mission                                                  | ゴーゴー初任務                             | Gōgō hatsu ninmu                                        | 21 novembre 2017      |
| [Chapitre 6]                     |                                                                   |                                            |                                                         |                       |
| 9                                | La bête                                                           | 獣                                         | Kemono                                                  | 28 novembre 2017      |
| [Chapitres 6-7]                  |                                                                   |                                            |                                                         |                       |
| 10                               | Le défenseur                                                      | 護る者                                     | Mamoru mono                                             | 5 décembre 2017       |
| [Chapitres 7-8-9]                |                                                                   |                                            |                                                         |                       |
| 11                               | Visite à la basse-ville                                           | とある日の城下町での出来事                 | Toaru hi no jōkamachi de no dekigoto                    | 12 décembre 2017      |
| [Chapitre 10]                    |                                                                   |                                            |                                                         |                       |
| 12                               | Rencontre avec l'empereur-mage                                    | 魔法帝は見た                               | Mahōtei wa mita                                         | 19 décembre 2017      |
| [Chapitre 10 + filler]           |                                                                   |                                            |                                                         |                       |
| 13                               | Rencontre avec l'empereur-mage - suite                            | 続・魔法帝は見た                           | Zoku mahō mikado wa mita                                | 26 décembre 2017      |
| [Filler]                         |                                                                   |                                            |                                                         |                       |
| 14                               | Donjon                                                            | 魔宮                                       | Danjon                                                  | 9 janvier 2018        |
| [Chapitre 11]                    |                                                                   |                                            |                                                         |                       |
| 15                               | Le mage de Diamond                                                | ダイヤモンドの魔道士                       | Daiyamondo no Madōshi                                   | 16 janvier 2018       |
| [Chapitres 12-13]                |                                                                   |                                            |                                                         |                       |
| 16                               | Solidarité                                                        | 仲間                                       | Nakama                                                  | 23 janvier 2018       |
| [Chapitres 14-15]                |                                                                   |                                            |                                                         |                       |
| 17                               | Le Destructeur                                                    | 破壊者                                     | Hakaimono                                               | 30 janvier 2018       |
| [Chapitres 16-17]                |                                                                   |                                            |                                                         |                       |
| 18                               | Réminiscences                                                     | 追憶の君                                   | Tsuioku no kimi                                         | 6 février 2018        |
| [Chapitres 18-19]                |                                                                   |                                            |                                                         |                       |
| 19                               | Effondrement et sauvetage                                         | 崩壊と救済                                 | Hōkai to kyūsai                                         | 13 février 2018       |
| [Chapitres 20-21]                |                                                                   |                                            |                                                         |                       |
| 20                               | Rassemblement à la cité royale                                    | 王都集結                                   | Ōto shūketsu                                            | 20 février 2018       |
| [Chapitres 22-23]                |                                                                   |                                            |                                                         |                       |
| 21                               | La cité royale s'embrase                                          | 王都騒乱                                   | Ōto sōran                                               | 27 février 2018       |
| [Chapitres 24-25]                |                                                                   |                                            |                                                         |                       |
| 22                               | Des sorts à la pelle                                              | 魔法乱舞                                   | Mahō ranbu                                              | 6 mars 2018           |
| [Chapitres 25-26-27]             |                                                                   |                                            |                                                         |                       |
| 23                               | Le Lion Flamboyant                                                | 紅蓮の獅子王                               | Guren no Shishiō                                        | 13 mars 2018          |
| [Chapitres 28-31]                |                                                                   |                                            |                                                         |                       |
| 24                               | Blackout                                                          | ブラックアウト                             | Burakkuauto                                             | 20 mars 2018          |
| [Chapitres 28-29-30]             |                                                                   |                                            |                                                         |                       |
| 25                               | Dans l'adversité                                                  | 逆境                                       | Gyakkyō                                                 | 27 mars 2018          |
| [Chapitres 30-31-32]             |                                                                   |                                            |                                                         |                       |
| 26                               | Comme un animal blessé                                            | 手負いの獣                                 | Teoi no kemono                                          | 3 avril 2018          |
| [Chapitres 33-34-35-36]          |                                                                   |                                            |                                                         |                       |
| 27                               | Lumière                                                           | 光                                         | Hikari                                                  | 10 avril 2018         |
| [Chapitres 36-37]                |                                                                   |                                            |                                                         |                       |
| 28                               | L'élu de mon cœur                                                 | 心に決めた人                               | Kokoro ni kimeta hito                                   | 17 avril 2018         |
| [Chapitre 38]                    |                                                                   |                                            |                                                         |                       |
| 29                               | La voie                                                           | 道                                         | Michi                                                   | 24 avril 2018         |
| [Filler]                         |                                                                   |                                            |                                                         |                       |
| 30                               | Magie de miroirs                                                  | 鏡の魔道士                                 | Kagami no madōshi                                       | 1er mai 2018          |
| [Chapitre 39]                    |                                                                   |                                            |                                                         |                       |
| 31                               | Poursuite sous la neige                                           | 雪上の追跡                                 | Setsujō no tsuigeki                                     | 8 mai 2018            |
| [Chapitres 40-41]                |                                                                   |                                            |                                                         |                       |
| 32                               | Pousses de trèfle                                                 | 三つ葉の芽                                 | Mitsuba no me                                           | 15 mai 2018           |
| [Chapitres 42-43]                |                                                                   |                                            |                                                         |                       |
| 33                               | Un jour, aider quelqu'un                                          | いつか誰かの為になる                       | Itsuka dareka no tame ni naru                           | 22 mai 2018           |
| [Chapitres 44-45-46]             |                                                                   |                                            |                                                         |                       |
| 34                               | Magie de lumière VS Magie des ténèbres                            | 光魔法バーサス闇魔法                       | Hikari mahō bāsasu yami mahō                            | 29 mai 2018           |
| [Chapitres 46-47-48]             |                                                                   |                                            |                                                         |                       |
| 35                               | Lumière punitive                                                  | 裁きの光                                   | Sabaki no hikari                                        | 5 juin 2018           |
| [Chapitres 48-49-50]             |                                                                   |                                            |                                                         |                       |
| 36                               | Le Troisième Oeil                                                 | 三つの眼                                   | Mitsu no me                                             | 12 juin 2018          |
| [Chapitres 51-52]                |                                                                   |                                            |                                                         |                       |
| 37                               | Le sans-magie                                                     | 魔力無き者                                 | Maryoku naki mono                                       | 19 juin 2018          |
| [Chapitres 52-53]                |                                                                   |                                            |                                                         |                       |
| 38                               | L'Assemblée des capitaines                                        | 魔法騎士団団長会議                         | Mahō kishi dan dan chō kaigi                            | 26 juin 2018          |
| [Chapitres 53-54-56]             |                                                                   |                                            |                                                         |                       |
| 39                               | Le salut des trois feuilles                                       | 三つ葉の敬礼                               | Mitsuba no keirei                                       | 3 juillet 2018        |
| [Chapitres 55-56]                |                                                                   |                                            |                                                         |                       |
| 40                               | Le Taureaux Noir à la plage                                       | 黒の海岸物語                               | Kuro no kaigan monotagiri                               | 10 juillet 2018       |
| [Chapitre 57]                    |                                                                   |                                            |                                                         |                       |
| 41                               | La fille de l'eau                                                 | 水の娘成長物語                             | Mizu no musume seichō monogatari                        | 17 juillet 2018       |
| [Chapitre 58]                    |                                                                   |                                            |                                                         |                       |
| 42                               | Le sanctuaire englouti                                            | 海底神殿                                   | Kaitei shinden                                          | 24 juillet 2018       |
| [Chapitres 59-60]                |                                                                   |                                            |                                                         |                       |
| 43                               | Sanctuary Battle Royale                                           | 神殿バトルロワイヤル                       | Shinden batoru rowaiyaru                                | 31 juillet 2018       |
| [Chapitres 60-61-62]             |                                                                   |                                            |                                                         |                       |
| 44                               | L'enflammé et l'électrisé                                         | 愚直な火球と奔放な稲妻                     | Guchoku na kakyū to honpō na inazuma                    | 7 août 2018           |
| [Chapitres 63-64]                |                                                                   |                                            |                                                         |                       |
| 45                               | Obstiné                                                           | 諦めの悪い男                               | Akirame no warui otoko                                  | 14 août 2018          |
| [Chapitres 64-65-66]             |                                                                   |                                            |                                                         |                       |
| 46                               | L'éveil                                                           | 覚醒                                       | Kakusei                                                 | 21 août 2018          |
| [Chapitres 67-68]                |                                                                   |                                            |                                                         |                       |
| 47                               | Ma seule arme                                                     | 唯一の武器                                 | Yuiitsu no buki                                         | 28 août 2018          |
| [Chapitre 69]                    |                                                                   |                                            |                                                         |                       |
| 48                               | Espoir vs désespoir                                               | 絶望 vs 希望                               | Zetsubō VS kibō                                         | 4 septembre 2018      |
| [Chapitre 70]                    |                                                                   |                                            |                                                         |                       |
| 49                               | Au-delà des limites                                               | 限界の先                                   | Genkai no saki                                          | 11 septembre 2018     |
| [Chapitres 71-72]                |                                                                   |                                            |                                                         |                       |
| 50                               | Au bout du combat, la fin du désespoir                            | 戦いの果て 絶望の終わり                    | Tatakai no hate zetsubō no owari                        | 18 septembre 2018     |
| [Chapitres 73-74]                |                                                                   |                                            |                                                         |                       |
| 51                               | La preuve                                                         | 正しさの証明                               | Tadashi sa no shōmei                                    | 25 septembre 2018     |
| [Chapitres 74-75]                |                                                                   |                                            |                                                         |                       |
| 52                               | Le plus fort l'emporte                                            | 強い方が勝つ                               | Tsuyoi hō ga katsu                                      | 2 octobre 2018        |
| [Chapitres 76-77]                |                                                                   |                                            |                                                         |                       |
| 53                               | Derrière le masque                                                | 仮面の奥                                   | Kamen no oku                                            | 9 octobre 2018        |
| [Chapitres 78-79]                |                                                                   |                                            |                                                         |                       |
| 54                               | Plus jamais                                                       | もう二度と                                 | Mō ni do to                                             | 16 octobre 2018       |
| [Chapitres 80-81-82]             |                                                                   |                                            |                                                         |                       |
| 55                               | Un homme nommé Fanzell                                            | ファンゼルという男                         | Fanzeru to yū otoko                                     | 23 octobre 2018       |
| [Roman Tome 1]                   |                                                                   |                                            |                                                         |                       |
| 56                               | Un homme nommé Fanzell - suite                                    | 続・ファンゼルという男                     | Zoku. Fanzeru to yū otoko                               | 30 octobre 2018       |
| [Roman Tome 1 + Chapitres 81-82] |                                                                   |                                            |                                                         |                       |
| 57                               | Infiltration                                                      | 潜入                                       | Sennyū                                                  | 6 novembre 2018       |
| [Chapitres 82-83]                |                                                                   |                                            |                                                         |                       |
| 58                               | Dans le feu de l'action                                           | 戦場の決断                                 | Senjō no ketsudan                                       | 13 novembre 2018      |
| [Chapitres 84-85]                |                                                                   |                                            |                                                         |                       |
| 59                               | Les flammes de la haine                                           | 憎悪の炎                                   | Zōo no honō                                             | 20 novembre 2018      |
| [Chapitres 86-87-88]             |                                                                   |                                            |                                                         |                       |
| 60                               | Pénitence                                                         | 離反者の贖罪                               | Rihan sha no shokuzai                                   | 27 novembre 2018      |
| [Chapitres 88-89-90-91]          |                                                                   |                                            |                                                         |                       |
| 61                               | Le monde promis                                                   | 約束の世界                                 | Yakusoku no sekai                                       | 4 décembre 2018       |
| [Chapitres 91-92-93]             |                                                                   |                                            |                                                         |                       |
| 62                               | Mutuellement                                                      | 高め合う存在                               | Takameau sonzai                                         | 11 décembre 2018      |
| [Chapitres 94-95-96]             |                                                                   |                                            |                                                         |                       |
| 63                               | Moins que rien                                                    | 何でも無い                                 | Nan de mo nai                                           | 18 décembre 2018      |
| [Chapitres 97-98]                |                                                                   |                                            |                                                         |                       |
| 64                               | Le fil rouge du destin                                            | 運命の赤い糸                               | Unmei no akai ito                                       | 25 décembre 2018      |
| [Chapitres 99-100]               |                                                                   |                                            |                                                         |                       |
| 65                               | Retour au bercail                                                 | ただいま                                   | Tadaima                                                 | 8 janvier 2019        |
| [Chapitres 101-102]              |                                                                   |                                            |                                                         |                       |
| 66                               | Le secret de l’œil maléfique                                      | 白夜の魔眼のひみつ                         | Byakuya no magan no himitsu                             | 15 janvier 2019       |
| [Filler]                         |                                                                   |                                            |                                                         |                       |
| 67                               | Un double rencard animé                                           | 楽しいお祭りWデート                        | Tanoshī o matsuri W deito                               | 22 janvier 2019       |
| [Chapitres 102-103]              |                                                                   |                                            |                                                         |                       |
| 68                               | Combat à mort ? Yami contre Jack                                  | 死闘!?ヤミVSジャック                       | Shitō!? Yami VS Jakku                                   | 29 janvier 2019       |
| [Filler]                         |                                                                   |                                            |                                                         |                       |
| 69                               | La mélancolie d'une fille épineuse                                | 荊乙女の憂鬱                               | Kei otome no yūutsu                                     | 5 février 2019        |
| [Chapitres 103-104]              |                                                                   |                                            |                                                         |                       |
| 70                               | Deux nouvelles stars                                              | 二つの新星                                 | Futa tsu no shinsei                                     | 12 février 2019       |
| [Chapitres 105-106-107]          |                                                                   |                                            |                                                         |                       |
| 71                               | La lionne invaincue                                               | 無冠無敗の女獅子                           | Mukan muhai no onna shishi                              | 19 février 2019       |
| [Chapitres 108-109]              |                                                                   |                                            |                                                         |                       |
| 72                               | Le feu de Saint-Elme                                              | セントエルモの火                           | Sento Erumo no hi                                       | 26 février 2019       |
| [Chapitres 110-111]              |                                                                   |                                            |                                                         |                       |
| 73                               | La sélection des chevaliers royaux                                | 王撰騎士団選抜試験                         | Ō sen kishi-dan senbatsu shiken                         | 5 mars 2019           |
| [Chapitres 112-113]              |                                                                   |                                            |                                                         |                       |
| 74                               | La floraison promise                                              | 誓いの花                                   | Chikai no hana                                          | 12 mars 2019          |
| [Chapitres 113-114-115]          |                                                                   |                                            |                                                         |                       |
| 75                               | Un combat acharné                                                 | 激戦                                       | Gekisen                                                 | 19 mars 2019          |
| [Chapitres 116-117]              |                                                                   |                                            |                                                         |                       |
| 76                               | Le concurrent mystère                                             | 魔導士X                                    | Madō shi X                                              | 26 mars 2019          |
| [Chapitres 118-119]              |                                                                   |                                            |                                                         |                       |
| 77                               | Règlement de comptes                                              | 因縁                                       | Innen                                                   | 2 avril 2019          |
| [Chapitres 119-120-121]          |                                                                   |                                            |                                                         |                       |
| 78                               | Piège de gueux                                                    | 下民の罠                                   | Shita min no wana                                       | 9 avril 2019          |
| [Chapitres 122-123]              |                                                                   |                                            |                                                         |                       |
| 79                               | Racaille VS Boule de muscles                                      | ヤンキー先輩VS筋肉バカ                     | Yankī senpai VS Kinniku baka                            | 16 avril 2019         |
| [Chapitres 124-125]              |                                                                   |                                            |                                                         |                       |
| 80                               | Le cadet prodige VS l'ainé raté                                   | 優等生の弟VS不出来の兄                     | Yūtō sei no otōto VS fudeki no ani                      | 23 avril 2019         |
| [Chapitres 126-127]              |                                                                   |                                            |                                                         |                       |
| 81                               | Un tragique destin                                                | ある一人の男の生き方                       | Aru hitori no otoko no iki kata                         | 30 avril 2019         |
| [Chapitres 127-128-129]          |                                                                   |                                            |                                                         |                       |
| 82                               | Mini Clover : Le cauchemar de Charmy                              | プチット・クローバー！悪夢のチャーミーSP！ | Puchitto. Kurōbā！ Akumu no chāmī SP！                  | 7 mai 2019            |
| [Filler]                         |                                                                   |                                            |                                                         |                       |
| 83                               | Grave-toi ça dans le crâne                                        | 今、焼き付ける                             | Ima, yakitsukeru                                        | 14 mai 2019           |
| [Chapitres 129-130-131]          |                                                                   |                                            |                                                         |                       |
| 84                               | Les grands vainqueurs                                             | 勝者                                       | Shōsha                                                  | 21 mai 2019           |
| [Chapitres 132-133]              |                                                                   |                                            |                                                         |                       |
| 85                               | Mis à nu                                                          | 裸の付き合い                               | Hadaka no tsukiai                                       | 28 mai 2019           |
| [Chapitre 133 + filler]          |                                                                   |                                            |                                                         |                       |
| 86                               | Yami et Vangeance                                                 | ヤミとヴァンジャンス                       | Yami to Vanjansu                                        | 4 juin 2019           |
| [Filler]                         |                                                                   |                                            |                                                         |                       |
| 87                               | La composition des chevaliers royaux                              | 王撰騎士団結成                             | Ō sen kishi-dan kessei                                  | 11 juin 2019          |
| [Chapitres 133-134]              |                                                                   |                                            |                                                         |                       |
| 88                               | A l'assaut de l'antre de l'ennemi                                 | 白夜の魔眼アジト 突入!!!                   | Byakuya no magan ajito totsunyū! !                      | 18 juin 2019          |
| [Chapitre 135]                   |                                                                   |                                            |                                                         |                       |
| 89                               | Le siège du Taureau Noir                                          | 黒の暴牛アジト                             | Kuro no bō-gyū ajito                                    | 25 juin 2019          |
| [Chapitres 138-139]              |                                                                   |                                            |                                                         |                       |
| 90                               | Un combat magique titanesque                                      | ムチャクチャな魔法戦                       | Muchakucha na mahō-sen                                  | 2 juillet 2019        |
| [Chapitres 140-141-142]          |                                                                   |                                            |                                                         |                       |
| 91                               | Mereoleona VS Ryah le perfide                                     | メレオレオナVS不実のライア                 | Mereoreona VS fujitsu no Raia                           | 9 juillet 2019        |
| [Chapitres 136-137-138]          |                                                                   |                                            |                                                         |                       |
| 92                               | L'Empereur-mage VS le chef de l'Oeil maléfique                    | 魔法帝VS白夜の魔眼頭首                     | Mahō tei VS byakuya no magan tōshu                      | 16 juillet 2019       |
| [Chapitres 142-143]              |                                                                   |                                            |                                                         |                       |
| 93                               | Julius Novachrono                                                 | ユリウス・ノヴァクロノ                     | Yuriusu Nobakurono                                      | 23 juillet 2019       |
| [Chapitres 144-145]              |                                                                   |                                            |                                                         |                       |
| 94                               | Un nouvel avenir                                                  | 新しい未来                                 | Atarashī mirai                                          | 30 juillet 2019       |
| [Chapitres 146-147]              |                                                                   |                                            |                                                         |                       |
| 95                               | Réincarnations                                                    | 転生                                       | Tenshō                                                  | 6 août 2019           |
| [Chapitres 148-149]              |                                                                   |                                            |                                                         |                       |
| 96                               | Le capitaine du Taureau noir VS La Rose écarlate                  | 黒の暴牛団長VS深紅の野薔薇                 | Kuro no bō-gyū danchō VS shinku no nobara               | 13 août 2019          |
| [Chapitres 149-150-168-169]      |                                                                   |                                            |                                                         |                       |
| 97                               | Infériorité écrasante                                             | 圧倒的劣勢                                 | Attō teki ressei                                        | 20 août 2019          |
| [Chapitres 150-151-170]          |                                                                   |                                            |                                                         |                       |
| 98                               | Le lion endormi                                                   | 眠れる獅子                                 | Nemureru shishi                                         | 27 août 2019          |
| [Chapitres 170-171-172]          |                                                                   |                                            |                                                         |                       |
| 99                               | La survie à tout prix                                             | 命懸けの生きる道                           | Inochigake no ikiru michi                               | 3 septembre 2019      |
| [Chapitres 152-153-154]          |                                                                   |                                            |                                                         |                       |
| 100                              | Je ne perdrais pas face à toi                                     | オマエには負けない                         | Omaeni wa makenai                                       | 10 septembre 2019     |
| [Chapitres 154-155-156-157]      |                                                                   |                                            |                                                         |                       |
| 101                              | Les vies de Hadge                                                 | 最果ての村の命                             | Saihate no mura no inochi                               | 17 septembre 2019     |
| [Chapitres 157-158]              |                                                                   |                                            |                                                         |                       |
| 102                              | Deux miracles                                                     | 二つの奇跡                                 | Futatsu no kiseki                                       | 24 septembre 2019     |
| [Chapitre 159]                   |                                                                   |                                            |                                                         |                       |
| 103                              | Libération karmique                                               | 因果解放                                   | Inga kaihō                                              | 1er octobre 2019      |
| [Chapitres 159-160]              |                                                                   |                                            |                                                         |                       |
| 104                              | Foudres de la colère vs camarades                                 | 怒りの雷VSバーサス仲間                     | Ikari no ikazuchi VS nakama                             | 8 octobre 2019        |
| [Chapitres 160-161-162-163]      |                                                                   |                                            |                                                         |                       |
| 105                              | Sourires et larmes                                                | 笑顔 涙                                    | Egao namida                                             | 15 octobre 2019       |
| [Chapitres 163-164]              |                                                                   |                                            |                                                         |                       |
| 106                              | Vengeance ou Rédemption                                           | 復讐の道 償いの道                          | Fukushū no michi tsugunai no michi                      | 22 octobre 2019       |
| [Chapitres 165-166-167]          |                                                                   |                                            |                                                         |                       |
| 107                              | Combat décisif à la cité royale                                   | 決戦 クローバー城                          | Kessen Kurōbā-jō                                        | 29 octobre 2019       |
| [Chapitres 173-174-175]          |                                                                   |                                            |                                                         |                       |
| 108                              | La Princesse qui virevoltait au combat                            | 場 の 舞 姫                                | Senjō no maihime                                        | 5 novembre 2019       |
| [Chapitres 176-177-178]          |                                                                   |                                            |                                                         |                       |
| 109                              | Les frères mages spatiaux                                         | 魔 道士 の 兄弟                            | Kūkan madōshi no kyōdai                                 | 12 novembre 2019      |
| [Chapitres 179-180-181]          |                                                                   |                                            |                                                         |                       |
| 110                              | Le Taureau Noir enragé déboule                                    | 暴れ牛 頂上決戦参戦!!                      | Abare ushi chōjō kessen sansen!!                        | 19 novembre 2019      |
| [Chapitres 182-183-186]          |                                                                   |                                            |                                                         |                       |
| 111                              | La prunelle dans le miroir                                        | 鏡の中の瞳                                 | Kagami no naka no hitomi                                | 26 novembre 2019      |
| [Chapitres 183-184-186-187-188]  |                                                                   |                                            |                                                         |                       |
| 112                              | Un humain digne de confiance                                      | 信じられる人間                             | Shinjirareru ningen                                     | 3 décembre 2019       |
| [Chapitres 185-188-189]          |                                                                   |                                            |                                                         |                       |
| 113                              | Le palais des Ombres                                              | 突入 影の王宮                              | Totsunyū kage no Ōkyū                                   | 10 décembre 2019      |
| [Chapitres 190-191-192]          |                                                                   |                                            |                                                         |                       |
| 114                              | Le dernier arrivé                                                 | 最後の入場者                               | Saigo no nyūjō-sha                                      | 17 décembre 2019      |
| [Chapitres 193-194-195]          |                                                                   |                                            |                                                         |                       |
| 115                              | Le cerveau                                                        | 黒幕                                       | Kuromaku                                                | 24 décembre 2019      |
| [Chapitres 196-197-198]          |                                                                   |                                            |                                                         |                       |
| 116                              | L'ennemi ultime                                                   | 最強の天敵                                 | Saikyō no tenteki                                       | 7 janvier 2020        |
| [Chapitres 198-199-200-201]      |                                                                   |                                            |                                                         |                       |
| 117                              | L'heure de briser le sceau                                        | 今封を切る時                               | Ima fū o kiru toki                                      | 14 janvier 2020       |
| [Chapitres 202-203-204]          |                                                                   |                                            |                                                         |                       |
| 118                              | Retrouvailles par-delà l'espace-temps                             | 時空を超えた再会                           | Jikū o koeta saikai                                     | 21 janvier 2020       |
| [Chapitres 205-206-207]          |                                                                   |                                            |                                                         |                       |
| 119                              | Le coup final                                                     | 終わりの一撃                               | Owari no ichigeki                                       | 28 janvier 2020       |
| [Chapitres 208-209-210-211]      |                                                                   |                                            |                                                         |                       |
| 120                              | L'aube                                                            | 夜明け                                     | Yoake                                                   | 4 février 2020        |
| [Chapitres 212-213-214]          |                                                                   |                                            |                                                         |                       |
| 121                              | Trois problèmes                                                   | 3つの困ったこと                            | 3-tsu no komattakoto                                    | 11 février 2020       |
| [Chapitres 215-216-217]          |                                                                   |                                            |                                                         |                       |
| 122                              | D'un noir éclatant                                                | 真っ黒けっけ                               | Makkuroke kke                                           | 18 février 2020       |
| [Chapitres 218-219-220]          |                                                                   |                                            |                                                         |                       |
| 123                              | Les souvenirs de Nero, première partie                            | ネロ、追懐そして... 前編                   | Nero, Tsuikai soshite... Zenpen                         | 25 février 2020       |
| [Filler]                         |                                                                   |                                            |                                                         |                       |
| 124                              | Les souvenirs de Nero, deuxième partie                            | ネロ、追懐そして... 後編                   | Nero, Tsuikai soshite... Kōhen                          | 3 mars 2020           |
| [Filler]                         |                                                                   |                                            |                                                         |                       |
| 125                              | Retour au QG                                                      | 帰還                                       | Kikan                                                   | 10 mars 2020          |
| [Filler]                         |                                                                   |                                            |                                                         |                       |
| 126                              | La déclaration de la Rose Bleue                                   | 碧薔薇の告白                               | Aobara no kokuhaku                                      | 17 mars 2020          |
| [Chapitres 220-221]              |                                                                   |                                            |                                                         |                       |
| 127                              | Indices                                                           | 手掛かり                                   | Tegakari                                                | 24 mars 2020          |
| [Chapitres 221-222-223]          |                                                                   |                                            |                                                         |                       |
| 128                              | En route vers le royaume de Heart                                 | ハート王国へ！                             | Hāto ōkoku e !                                          | 31 mars 2020          |
| [Chapitres 224-225-226]          |                                                                   |                                            |                                                         |                       |
| 129                              | Le démon Megicula                                                 | 悪魔メギキュラ                             | Akuma Megikyura                                         | 7 avril 2020          |
| [Chapitres 227-228]              |                                                                   |                                            |                                                         |                       |
| 130                              | Les capitaines à nouveau réunis                                   | 新・魔法騎士団団長会議                     | Shin. Mahō kishi dan dan chō kaigi                      | 14 avril 2020         |
| [Filler]                         |                                                                   |                                            |                                                         |                       |
| 131                              | Une détermination renouvelée                                      | 新たなる決意                               | Aratanaru Ketsui                                        | 21 avril 2020         |
| [Filler]                         |                                                                   |                                            |                                                         |                       |
| 132                              | Le réveil du lion                                                 | 目覚める獅子                               | Mezameru Shishi                                         | 28 avril 2020         |
| [Filler]                         |                                                                   |                                            |                                                         |                       |
| 133                              | Le réveil du lion - suite                                         | 続・目覚める獅子                           | Zoku Mezameru Shishi                                    | 7 juillet 2020        |
| [Filler]                         |                                                                   |                                            |                                                         |                       |
| 134                              | Les convives                                                      | 集まった者たち                             | Atsumatta-sha-tachi                                     | 14 juillet 2020       |
| [Filler]                         |                                                                   |                                            |                                                         |                       |
| 135                              | Le véritable élu de mon cœur                                      | 心に、心に、心に決めた人                   | Kokoro ni, Kokoro ni, Kokoro ni Kimeta Hito             | 21 juillet 2020       |
| [Filler]                         |                                                                   |                                            |                                                         |                       |
| 136                              | Le conte des abysses noires                                       | 黒の深海物語                               | Kuro no Shinkai Monogatari                              | 28 juillet 2020       |
| [Filler]                         |                                                                   |                                            |                                                         |                       |
| 137                              | Charmy, un appétit centenaire, et Gordon, une solitude millénaire | チャーミー百年の食欲とゴードン千年の孤独   | Chāmī Hyaku-nen no Shokuyoku to Gōdon Sen'nen no Kodoku | 4 août 2020           |
| [Filler]                         |                                                                   |                                            |                                                         |                       |
| 138                              | Le successeur de Zara                                             | ザラの足跡で                               | Zara no ashiato de                                      | 11 août 2020          |
| [Filler]                         |                                                                   |                                            |                                                         |                       |
| 139                              | Retour au pays des sorcières                                      | 魔女の帰郷                                 | Majo no kikyō                                           | 18 août 2020          |
| [Filler]                         |                                                                   |                                            |                                                         |                       |
| 140                              | La requête de Julius                                              | ユリウスの頼み事                           | Yuriusu no tanomi koto                                  | 25 août 2020          |
| [Filler]                         |                                                                   |                                            |                                                         |                       |
| 141                              | Une famille en Or                                                 | 金色の家族                                 | Konjiki no Kazoku                                       | 1er septembre 2020    |
| [Filler]                         |                                                                   |                                            |                                                         |                       |
| 142                              | Ceux qui sont restés                                              | 残された人々                               | Nokosareta Hitobito                                     | 8 septembre 2020      |
| [Filler]                         |                                                                   |                                            |                                                         |                       |
| 143                              | Une balance déréglée                                              | 傾いた天秤                                 | Katamuita Tenbin                                        | 15 septembre 2020     |
| [Filler]                         |                                                                   |                                            |                                                         |                       |
| 144                              | Ceux qui veulent anéantir les démons                              | 悪魔の滅びを願う者                         | Akuma no Horobi o Negau Mono                            | 22 septembre 2020     |
| [Filler]                         |                                                                   |                                            |                                                         |                       |
| 145                              | Sauvetage                                                         | 奪還                                       | Dakkan                                                  | 29 septembre 2020     |
| [Filler]                         |                                                                   |                                            |                                                         |                       |
| 146                              | Ceux qui vénèrent les démons                                      | 悪魔をあがめる者たち                       | Akuma o Agameru Monotachi                               | 6 octobre 2020        |
| [Filler]                         |                                                                   |                                            |                                                         |                       |
| 147                              | L'énergie du désespoir                                            | 決死                                       | Kesshi                                                  | 13 octobre 2020       |
| [Filler]                         |                                                                   |                                            |                                                         |                       |
| 148                              | La lumière qui éclaire les ténèbres                               | 闇を照らす光になる                         | Yami o Terasu Hikari ni Naru                            | 20 octobre 2020       |
| [Filler]                         |                                                                   |                                            |                                                         |                       |
| 149                              | Deux choses recherchées                                           | ふたつのさがしもの                         | Futatsu no Sagashi Mono                                 | 27 octobre 2020       |
| [Filler]                         |                                                                   |                                            |                                                         |                       |
| 150                              | Le défi des jeunes filles                                         | 乙女たちの挑戦                             | Otometachi no Chōsen                                    | 3 novembre 2020       |
| [Filler]                         |                                                                   |                                            |                                                         |                       |
| 151                              | Le choc ! L'affrontement des capitaines                           | 激突！魔法騎士団団長戦！                   | Gekitotsu! Mahō kishidan Danchōsen!                     | 10 novembre 2020      |
| [Filler]                         |                                                                   |                                            |                                                         |                       |
| 152                              | Tournés vers l'avenir !                                           | 明日へ!                                    | Ashita e!                                               | 17 novembre 2020      |
| [Filler]                         |                                                                   |                                            |                                                         |                       |
| 153                              | Les élus                                                          | 選ばれし者たち                             | Erabareshi Monotachi                                    | 24 novembre 2020      |
| [Filler]                         |                                                                   |                                            |                                                         |                       |
| 154                              | Le vice-capitaine Langris                                         | 副団長ランギルス・ヴォード                 | Fuku-danchō Rangirusu Vōdo                              | 1er décembre 2020     |
| [Filler]                         |                                                                   |                                            |                                                         |                       |
| 155                              | Les cinq gardiens de l’esprit                                     | 5人の精霊守                                | Gonin no Seirei no Kami                                 | 8 décembre 2020       |
| [Filler]                         |                                                                   |                                            |                                                         |                       |
| 156                              | L'éveil du pouvoir                                                | 目覚めゆく力                               | Mezame Yuku Chikara                                     | 15 décembre 2020      |
| [Filler]                         |                                                                   |                                            |                                                         |                       |
| 157                              | Le trèfle à cinq feuilles                                         | 五つ葉のクローバー                         | Itsutsuba no Kurōbā                                     | 22 décembre 2020      |
| [Filler]                         |                                                                   |                                            |                                                         |                       |
| 158                              | Le prélude de l'espoir et du désespoir                            | 希望と絶望の幕開け                         | Kibō to Zetsubō no Makuake                              | 5 janvier 2021        |
| [Chapitres 229-230-231]          |                                                                   |                                            |                                                         |                       |
| 159                              | Le lac paisible et l'ombre de la forêt                            | 静かな湖と森の影                           | Shizuka na Mizuumi to Mori no Kage                      | 12 janvier 2021       |
| [Chapitres 232-233]              |                                                                   |                                            |                                                         |                       |
| 160                              | Le messager du royaume de Spade                                   | スペード王国の使者                         | Supēdo Ōkoku no Shisha                                  | 19 janvier 2021       |
| [Chapitres 234-235]              |                                                                   |                                            |                                                         |                       |
| 161                              | Le pouvoir de Zenon                                               | ゼノンの力                                 | Zenon no Chikara                                        | 26 janvier 2021       |
| [Chapitres 236-237-238-239]      |                                                                   |                                            |                                                         |                       |
| 162                              | Le déclenchement de la grande guerre                              | 大戦勃発                                   | Taisen Boppatsu                                         | 2 février 2021        |
| [Chapitres 239-240-241-242-243]  |                                                                   |                                            |                                                         |                       |
| 163                              | Dante contre Le capitaine du Taureau Noir                         | ダンテVS黒の暴牛団団長                     | Dante Bāsasu Kuro no Bōgyū-dan Danchō                   | 9 février 2021        |
| [Chapitres 244-245-247-248]      |                                                                   |                                            |                                                         |                       |
| 164                              | Heart, champ de bataille                                          | 戦場ハート王国                             | Senjō Hāto Ōkoku                                        | 16 février 2021       |
| [Chapitres 246-249-250-251]      |                                                                   |                                            |                                                         |                       |
| 165                              | La Guerre Sainte de l'Eau                                         | 水の聖戦                                   | Mizu no Seisen                                          | 23 février 2021       |
| [Chapitres 246-251-252-253]      |                                                                   |                                            |                                                         |                       |
| 166                              | Le Capitaine Yami Sukehiro                                        | 団長の勤め                                 | Danchō no Tsutome                                       | 2 mars 2021           |
| [Chapitres 254-255-256-257-258]  |                                                                   |                                            |                                                         |                       |
| 167                              | Le serment noir                                                   | 水の聖戦                                   | Kuro no Chikai                                          | 9 mars 2021           |
| [Chapitres 255-258-259-260]      |                                                                   |                                            |                                                         |                       |
| 168                              | La marque des plus forts                                          | 最強の胎動                                 | Saikyō no Taidō                                         | 16 mars 2021          |
| [Chapitres 261-262-263-264]      |                                                                   |                                            |                                                         |                       |
| 169                              | Le rituel d'asservissement du démon                               | 従魔の儀                                   | Jūma no Gi                                              | 23 mars 2021          |
| [Chapitres 265-266-267]          |                                                                   |                                            |                                                         |                       |
| 170                              | Un avenir lointain                                                | ハルカミライ                               | Haruka Mirai                                            | 30 mars 2021          |
| [Chapitres 268-269-270]          |                                                                   |                                            |                                                         |                       |

#### Musiques
| Générique | Début     | Début             | Début               | Début                 | Fin       | Fin                     | Fin                  | Fin                   |
| Générique | Épisodes  | Titre             | Artiste             | 1re date de diffusion | Épisodes  | Titre                   | Artiste              | 1re date de diffusion |
| 1         | 1 – 13    | Haruka Mirai      | Kankaku Piero       | 3 octobre 2017        | 2 – 13    | Aoi Honoo               | Itowokashi           | 10 octobre 2017       |
| 2         | 14 – 27   | Paint It Black    | BiSH                | 9 janvier 2018        | 14 – 27   | Amazing Dreams          | Swanky Dank          | 9 janvier 2018        |
| 3         | 28 – 39   | Black Rover       | Vickeblanka         | 17 avril 2018         | 28 – 39   | Black to the dreamlight | EMPiRE               | 17 avril 2018         |
| 4         | 40 – 51   | Guess who is back | Kumi Koda           | 10 juillet 2018       | 40 – 51   | Four                    | Faky                 | 10 juillet 2018       |
| 5         | 52 – 64   | Gamushara         | Miyuna              | 2 octobre 2018        | 52 – 64   | Tenjou Tenge            | Miyuna               | 2 octobre 2018        |
| 6         | 65 – 76   | Rakugaki Page     | Kankaku Piero       | 8 janvier 2019        | 65 – 76   | My Song My Days         | SOLIDEMO & Sakuramen | 8 janvier 2019        |
| 7         | 77 – 94   | JUSTadICE         | Seiko Omori         | 2 avril 2019          | 77 – 89   | Hana ga Saku Michi      | THE CHARM PARK       | 2 avril 2019          |
| 8         | 95 – 102  | Sky & Blue        | GIRLFRIEND          | 6 août 2019           | 90 – 102  | Against All Gods        | M-Flo                | 2 juillet 2019        |
| 9         | 103 – 115 | RIGHT NOW         | EMPiRE              | 1er octobre 2019      | 103 – 115 | Jinsei wa senjou da     | Kalen Anzai          | 1er octobre 2019      |
| 10        | 116 – 128 | Black Catcher     | Vickeblanka         | 7 janvier 2020        | 116 – 128 | New Page                | Intersection         | 7 janvier 2020        |
| 11        | 129 – 140 | Stories           | Snow Man            | 7 avril 2020          | 129 – 140 | Answer                  | Kaf                  | 7 avril 2020          |
| 12        | 141 – 157 | Everlasting Shine | TOMORROW X TOGETHER | 1er septembre 2020    | 141 – 157 | A walk                  | Gakuto Kajiwara      | 1er septembre 2020    |
| 13        | 158 – 170 | Grandeur          | Snow Man            | 5 janvier 2021        | 158 – 170 | BEAUTIFUL               | Treasure             | 5 janvier 2021        |

### Film d'animation
La production d'un film d'animation est annoncé en mars 2021. Intitulé Black Clover: L'épée de l'empereur-mage, il est initialement prévu pour le 31 mars 2023 au Japon, mais sa sortie est reportée au 16 juin 2023 en raison des effets de la pandémie de Covid-19 sur le calendrier de production.

### Doublage
| Personnages          | Voix japonaises                                      | Voix françaises                                     |
| -------------------- | ---------------------------------------------------- | --------------------------------------------------- |
| Asta                 | Gakuto Kajiwara (en)                                 | Alan Aubert (adulte) Jessie Lambotte (enfant)       |
| Yuno Grinberryal     | Nobunaga Shimazaki                                   | Bastien Bourlé (adulte) Pascale Chemin (enfant)     |
| Noëlle Silva         | Kana Yuki                                            | Valérie Bachère                                     |
| Julius Novachrono    | Toshiyuki Morikawa                                   | Marc Bretonnière                                    |
| Yami Sukehiro        | Junichi Suwabe                                       | Frédéric Souterelle                                 |
| Magna Swing          | Genki Muro                                           | Jérémy Zylberberg                                   |
| Finral Roulacase     | Jun Fukuyama                                         | Arnaud Laurent                                      |
| Luck Voltia          | Ayumu Murase                                         | Nathalie Bienaimé                                   |
| Gauche Aldaï         | Satoshi Hino                                         | Alexandre Coadour (1re voix) Laurent Gris (2e voix) |
| Charmy Pappitson     | Kiyono Yasuno                                        | Mélanie Anne                                        |
| Vanessa Enoteca      | Nana Mizuki                                          | Maik Darah                                          |
| Grey                 | Minami Takahashi (en) Masayuki Akasaka (transformée) | Caroline Combes (transformée)                       |
| William Vangence     | Daisuke Ono                                          | Emmanuel Rausenberger                               |
| Langris Vaude        | Kaito Ishikawa                                       | Grégory Laisné                                      |
| Klaus Lunettes       | Takuma Terashima                                     | Jean-Pierre Leblan                                  |
| Fuegoleon Vermillion | Katsuyuki Konishi                                    | Christophe Seugnet                                  |
| Nozel Silva          | Kohsuke Toriumi                                      | Jean-Marco Montalto                                 |
| Charlotte Roselei    | Yu Kobayashi                                         | Jessie Lambotte                                     |
| Sekke Bronzazza      | Ryota Osaka                                          | Charles Mendiant                                    |
| Revchi l'enchaîneur  | Yuto Suzuki                                          | Jean-Marco Montalto                                 |
| Heath Grice          | Ryotaro Okiayu                                       | Yann Pichon                                         |
| Salim Hapshass       | Yoshiyuki Shimozuma                                  | Christophe Seugnet                                  |
| Marx François        | Yūichirō Umehara                                     | Grégory Laisné                                      |
| Père Orsi Ofai       | Kazuki Nakao                                         | Yann Pichon                                         |
| Sœur Lily Aquaria    | Miyu Kubota                                          | Caroline Combes                                     |
| Recca                |                                                      | Marie Nonnenmacher                                  |
| Neige                | Kohei Amasaki                                        | Grégory Laisné                                      |
| Drouot               | Takayuki Miyamoto                                    | Marc Bretonnière                                    |
| Nash                 | Hana Sato                                            | Nathalie Bienaimé                                   |
| Seihi                | Yasuyuki Sano                                        | Marc Bretonnière                                    |

- Version française : Time-Line Factory
- Direction artistique : Mélanie Anne puis Jérémy Zylberberg
- Adaptation : Alexandre Touchet, Pauline Beauruel, Jessica Bluthe, William Delesalle, Sandra Dumontier, Géraldine Godiet, Aurore Lafage, Marien Marcheschi, Etienne Remond, Marie Ryckebusch, Clémence Lecournué, Julie Lespourcy, Louis Brisset, Ophélie De San Bartholmé, Pauline Dubouclez

## Accueil

### Ventes
En janvier 2020, le manga a été édité à 10 millions d'exemplaires. En octobre 2020, le manga a passé les 11 millions d'exemplaires en circulation. En novembre 2022, le cap des 18 millions d'exemplaires en circulation dans le monde est atteint.